# SV Viktoria 1921 Kolberg
SV Viktoria 1921 Kolberg was een Duitse voetbalclub uit de Pommerse stad Kolberg, dat tegenwoordig het Poolse Kołobrzeg is.

## Geschiedenis
De club werd in 1921 opgericht. Aanvankelijk speelde de club in de Kreisliga Kolberg/Köslin, een onderdeel van de Pommerse competitie. Vanaf 1930 werd de competitie overgeheveld naar de Grensmarkse competitie. De club eindigde steevast in de middenmoot. Na de invoering van de Gauliga als hoogste klasse in Duitsland plaatste de club zich voor de Gauliga Pommern. Na drie seizoenen degradeerde de club en keerde terug in 1940. Na drie derde plaatsen werd de club tweede in de groep oost achter HSV Groß Born in 1943/44.
Na het einde van de oorlog werden alle Duitse voetbalclubs ontbonden, Kolberg werd nu een Poolse stad en de club hield op te bestaan.